# Alfred Richard Cecil Selwyn
Alfred Richard Cecil Selwyn (26 juillet 1824 - 19 octobre 1902) est un géologue britannique.

## Biographie
En 1874, il est membre de la Royal Society. En 1876, on lui accorde la Médaille Murchison de la Geological Society of London. Il est fait compagnon de l'Ordre de Saint-Michel et Saint-Georges en 1886 pour son travail comme assistant aux Commissaires canadiens aux l'expositions de Philadelphie (1876), Paris (1878) et Londres (1886). Il reçoit la médaille Clarke de la Royal Society of New South Wales en 1884.